# Хибины (комплекс радиоэлектронного противодействия)
«Хибины» (изделие Л-175) — советский/российский многофункциональный бортовой авиационный комплекс радиоэлектронной борьбы, созданный в рамках опытно-конструкторских работ (ОКР) «Хибины» Калужским научно-исследовательским радиотехническим институтом. Главный конструктор комплекса - Александр Семенович Ямпольский.
Комплекс предназначен для защиты самолётов от авиационных и противовоздушных средств поражения путём радиопеленгации зондирующего сигнала РЛС  противника, с последующим искажением параметров отражённого сигнала, а именно для:

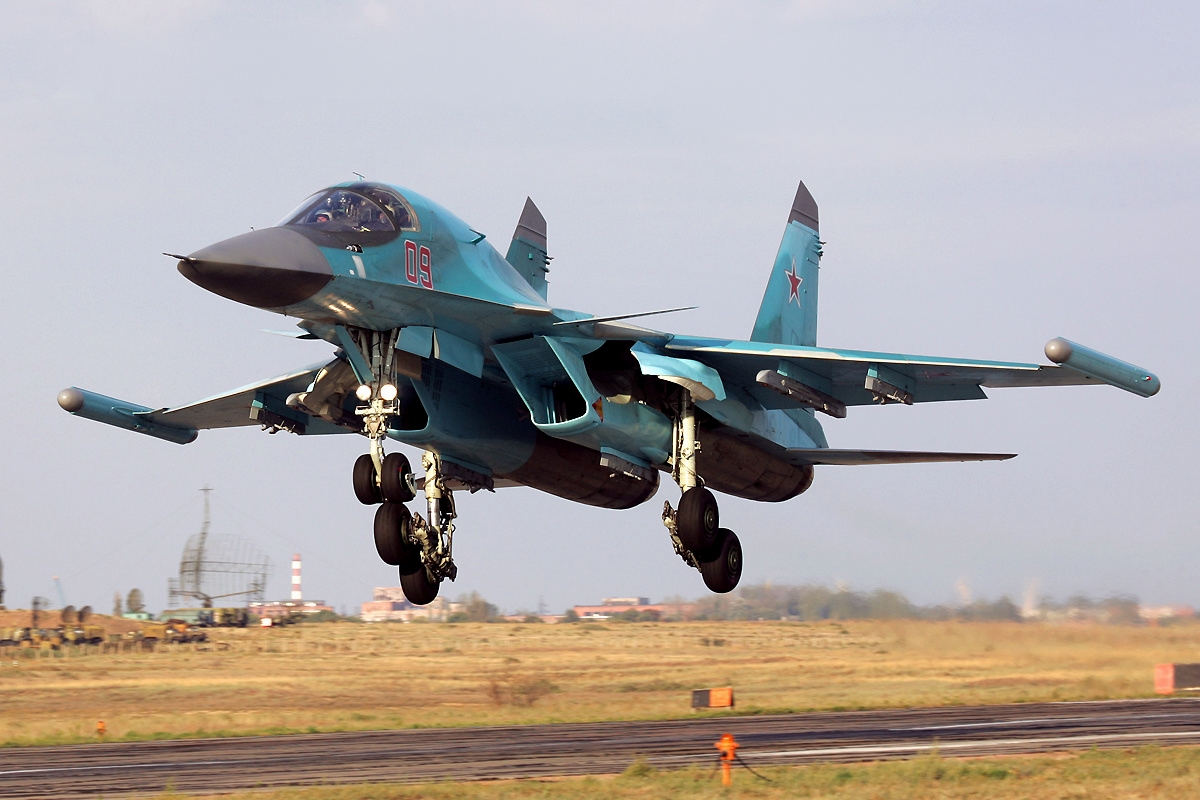
Су-34 с внешними модулями «Хибины» на законцовках крыльев

- задержки обнаружения самолёта-носителя как объекта атаки для противника;
- маскировки истинного объекта на фоне ложных;
- затруднения измерения дальности до объекта, его скорости и углового положения;
- ухудшения характеристик режима сопровождения «на проходе» при сканировании луча антенны БРЛС;
- увеличения времени и затруднение захвата объекта при переходе в режим непрерывной радиопеленгации.

Комплекс производится в нескольких модификациях, как в виде контейнеров наружной подвески, так и в виде встраиваемой стационарной аппаратуры. Комплекс ограниченно поставлялся на экспорт.
Ориентировочная стоимость одного контейнерного комплекта Л175В составляет 123 млн. рублей (в ценах 2013 года).

## История
Первые работы, связанные с созданием КРЭП «Хибины», начались в Калужском научно-исследовательском радиотехническом институте (КНИРТИ) в 1977 году. Планировалось создать унифицированный комплекс радиоэлектронного противодействия для всех родов войск, где в задачах КНИРТИ стояла разработка блоков аппаратуры радиотехнической разведки (РТР) «Проран» и станции активных помех (САП) «Регата», что было успешно завершено защитой научно-исследовательских работ в 1980 году.
В 1982 году КНИРТИ было поручено выполнение опытно-конструкторских работ (ОКР) сначала с «Проран» и «Регатой», а после и с КРЭП в целом, куда вошли многие наработки по смежным темам (в том числе использовался наработанный опыт по разработке САП «Сорбция», которая планировалась к установке на Су-27). Начатые ОКР по авиационному комплексу РЭП, получившему название «Хибины», призваны были объединить все блоки, обеспечив их тесное взаимодействие с самолётным бортовым радиоэлектронным оборудованием (БРЭО).
Первые образцы «Хибин» по своим массогабаритным параметрам не подходили для установки на самолёт Су-27. Для решения этой проблемы КНИРТИ наладил тесное сотрудничество с КБ Сухого, работающего под руководством Роллана Гургеновича Мартиросова. Совместная работа над интегрированным в самолёт КРЭП (получившим шифр «изделие Л-175В») мало походила на общепринятую в таких случаях практику. Обычно изготовитель аппаратуры выдавал в авиационное конструкторское бюро техническое задание на размещение изделия, представлял полный комплект конструкторской документации и выдавал рекомендации по размещению его отдельных частей с ограничениями по длине связей между ними. В данном случае аппаратура «Хибин» сразу встраивалась в конструкцию разрабатываемого самолёта. В результате такого тесного сотрудничества к концу 80-х годов первый этап ОКР был завершён.
В 1990 году первый образец «Хибин» («изделие Л-175В») прошёл приёмо-сдаточные испытания, но из-за развала СССР и последующего сокращения финансирования военных разработок дальнейшие работы над КРЭП значительно замедлились. Пока изготавливались опытные образцы «Хибин» и шла подготовка к натурным испытаниям, выявилось существенное отставание в работе смежных предприятий, которые хотя и не производили оборудование, входящее в КРЭП, но оно было необходимо для испытаний, в частности, это относилось к входящим в БРЭО самолёта навигационному комплексу и многофункциональному дисплею штурмана. К тому же выяснилось, что самолётный навигационный комплекс неспособен из-за недостаточной точности обеспечить работу радиопеленгатора «Хибин». В итоге было принято решение о раздельном проведении приёмо-сдаточных испытаний аппаратуры, размещаемой в контейнерах, и аппаратуры, размещаемой внутри фюзеляжа, с последующей комплексной стыковкой аппаратуры изделия в целом.
В январе 1995 года был совершён первый полёт самолёта-лаборатории с установленным комплексом радиоэлектронного противодействия «Хибины». Последовала серия успешно завершённых испытательных полётов, и в августе 1997 года летающая лаборатория с установленным КРЭП была передана в лётно-исследовательский институт имени М. М. Громова.
На МАКС-2013 между Министерством обороны и КНИРТИ подписан договор по созданию модификации КРЭП «Хибины» для установки на многоцелевой истребитель Су-30СМ под названием «Хибины-У». Участвующие в операции ВКС РФ в Сирии в 2015 году, Су-30СМ оборудованы комплексом «Хибины».
18 марта 2014 года был принят на вооружение истребитель-бомбардировщик Су-34, оснащённый комплексом радиоэлектронного противодействия «Хибины» Л-175В. На июль 2017 года, по сообщению представителя концерна «Радиоэлектронные технологии», все Су-34 ВВС России оснащены комплексом «Хибины-10В».
Разработана и предложена потенциальным покупателям экспортная модификация комплекса «Хибины».

### Комплекс группового радиоэлектронного противодействия
Помимо встроенного комплекса радиоэлектронного противодействия во второй половине 1980-х годов проводились работы над созданием наращиваемого дополнительного состава «Хибин» из 4-х подвесных контейнеров, призванного защищать небольшие группировки самолётов. Для этих целей было предложено создать «Хибины», которые должны были дополнять функциональность основного комплекса. Планировалось подвешивать такие контейнеры на самолёты, вылетающие группой, где один из самолётов группы был оснащён встроенным комплексом КРЭП и выступал как основной.
11 апреля 2007 года был заключен контракт между Министерством обороны и КНИРТИ на выполнение опытно-конструкторской работы по разработке комплекта контейнеров радиоэлектронного противодействия для групповой защиты Су-34 и других самолётов фронтовой авиации". Срок окончания работ по контракту был установлен 25 ноября 2012 года.

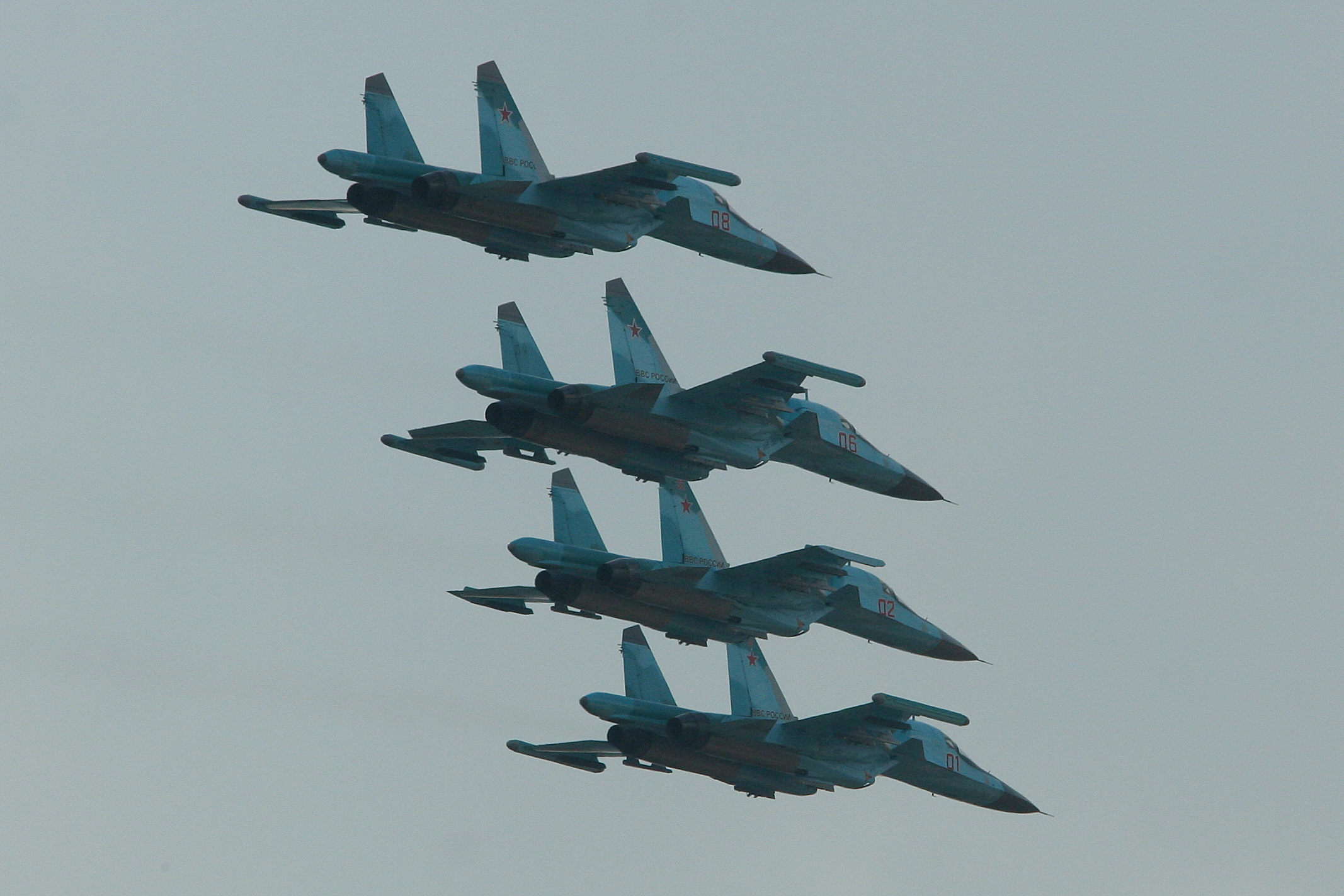
Групповой пилотаж Су-34. На 3-й машине (борт. 02) отсутствуют модули КРЭП «Хибины».

При составлении технического задания министерством обороны была допущена ошибка — не предусмотрена возможность использования разрабатываемого КРЭП в качестве объекта подвески на самолётах фронтовой авиации, в связи с чем оказалось невозможным выполнить работы по контракту. Хотя вина была полностью на стороне министерства обороны, оно подало в суд на КНИРТИ о взыскании неустойки и процентов по невыполненному контракту. 19 октября 2012 года Арбитражный суд города Москвы отклонил этот иск. Позднее это решение было подтверждено: 24 января 2013 года Девятым арбитражным апелляционным судом и 17 мая 2013 года — Федеральным арбитражным судом Московского округа.
Во время судебного делопроизводства комплекс группового радиоэлектронного противодействия имел название «Тарантул».

## Общее описание системы
В состав комплекса радиолокационного противодействия «Хибины» входят:
- система радиотехнической разведки (РТР)
- система постановки активных помех индивидуальной защиты (САП)
- широкополосный блок точного запоминания частоты (ТШ)
- вычислительная многопроцессорная подсистема
- контейнерная система постановки активных помех групповой защиты

В качестве групповой защиты к КРЭП «Хибины», установленному на основном носителе, могут подключаться дополнительные модули наращиваемого состава в виде контейнеров, подвешиваемых на самолёты группы. В состав наращиваемого состава входят:
- 2 модуля, рабочий частотный диапазон которых совпадает с частотным диапазоном «Хибин» основного носителя, по сути своей представляющие передающие устройства повышенной мощности без собственного блока РТР
- 2 модуля с рабочим частотным диапазоном, отличающимся от частотного диапазона «Хибин» основного носителя, с установленным блоком РТР

Комплекс «Хибины» не является прибором мгновенного действия, так как необходимо время для того, чтобы объект смог преодолеть расстояние, требуемое для успешной радиопеленгации координат источника излучения зондирующего сигнала.

### Основные модификации
Система радиоэлектронного подавления «Хибины» создавалась на базе функциональных блоков базовых конструкций (ФББК), выполненных в рамках научно-исследовательских работ по теме «Проран» (разработка аппаратуры радиотехнической разведки) и НИР по теме «Регата» (разработка аппаратуры активных помех). В рамках опытно-конструкторских работ по теме «Хибины» ОКР «Проран» и ОКР «Регата» были объединены.
Опытное изделие «Хибины-10»  (станция Л-175) разрабатывалось для размещения на изделии Т-10 (изд. Т-10 — это самолёт Су-27). К 1990 году были готовы два опытных образца комплекса.
Так как по своим массо-габаритным характеристикам система Л-175 не могла разместиться внутри корпуса самолёта Су-27С, была начата проработка её контейнерного размещения на внешней подвеске, для чего был использован один опытный образец станции Л-175. Контейнерная система получила индекс Л-175В. Первый полет опытного самолёта Т-10В (Су-34) с установленной аппаратурой Л-175В состоялся в январе 1995 года, после чего начались приёмо-сдаточные испытания первого этапа.
Модификации:
- «Хибины-10В» / Л-175В — базовая модификация для оснащения самолётов модели Су-34.
- «Хибины-10ВЭ» / Л-175ВЭ — экспортный вариант системы «Хибины-10В»
- «Хибины-М» / Л-265 / Л-265М10 - комплекс РЭП самолета Су-35С
- КС-418Э — станция помех для установки на экспортные варианты Су-24МК/Су-24МК2, проект не завершён
- «Хибины-У» — усовершенствованный вариант комплекса для установки на Су-30СМ. В августе 2013 года подписан контракт, текущее состояние работ — неизвестно
- «Тарантул» — условное наименование комплекса РЭП «Хибины», применяемое в судебном разбирательстве между заказчиком и разработчиком